# Giulia Rubini
Giulia Rubini (Pescara, 2 giugno 1935) è un'attrice italiana, attiva negli anni cinquanta e sessanta.

## Biografia
Lo zio fotografo espose nella vetrina del suo negozio una foto a colori di Giulia, che venne notata dal regista Luciano Emmer, in cerca di attrici per il film Terza liceo. Nonostante la ritrosia della famiglia e soprattutto la giovane età, Giulia riuscì a superare il provino e a diventare la protagonista della pellicola, iniziando così la carriera d'attrice. Fu chiamata principalmente per interpretare giovani dolci e un po' ingenue. Lavorò con Totò e Peppino De Filippo ne: La banda degli onesti (1956). Ebbe modo di prendere parte anche a produzioni internazionali.
A ventun anni sposò un militare. Dopo la notizia della seconda gravidanza decise di lasciare le scene e di dedicarsi completamente alla famiglia.

## Filmografia

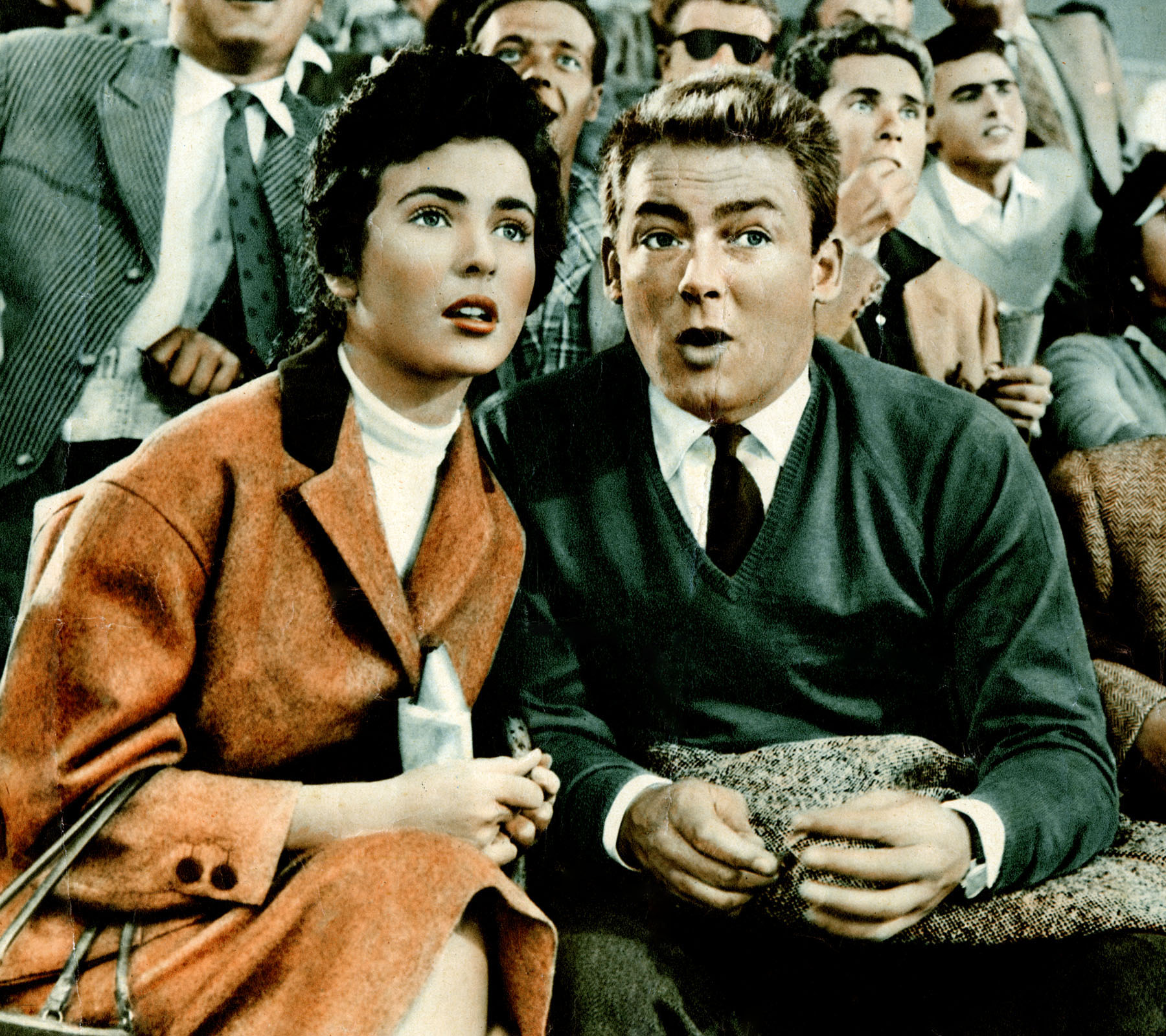
Giulia Rubini con Roberto Risso in Le signorine dello 04 (1955)

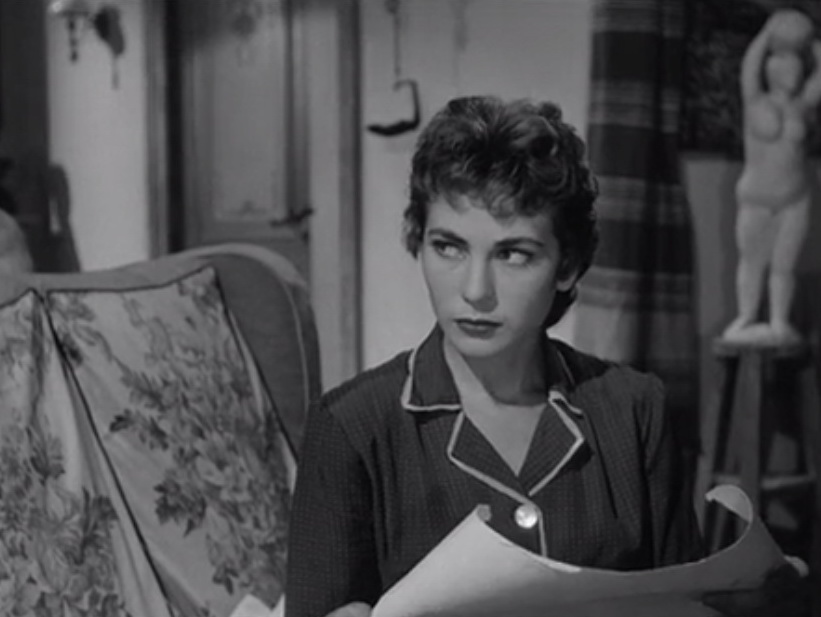
Giulia Rubini in Porta un bacione a Firenze (1956)

Giulia Rubini con Vincent Price in Gordon, il pirata nero (1961)

- Terza liceo, regia di Luciano Emmer (1953)
- Villa Borghese, regia di Vittorio De Sica e Gianni Franciolini (1953)
- Le ragazze di San Frediano, regia di Valerio Zurlini (1954)
- Le signorine dello 04, regia di Gianni Franciolini (1955)
- I due compari, regia di Carlo Borghesio (1955)
- I quattro del getto tonante, regia di Fernando Cerchio (1955)
- La banda degli onesti, regia di Camillo Mastrocinque (1956)
- Porta un bacione a Firenze, regia di Camillo Mastrocinque (1956)
- I miliardari, regia di Guido Malatesta (1956)
- Era di venerdì 17, regia di Mario Soldati (1956)
- Guaglione, regia di Giorgio Simonelli (1956)
- Peppino, le modelle e... "chella llà", regia di Mario Mattoli (1957)
- Vacanze a Portofino (Unter Palmen am blauen Meer), regia di Hans Deppe (1957)
- La finestra sul Luna Park, regia di Luigi Comencini (1957)
- El Hakim, regia di Rolf Thiele (1957)
- Il terribile Teodoro, regia di Roberto Bianchi Montero (1958)
- Ricordati di Napoli, regia di Pino Mercanti (1958)
- Sorrisi e canzoni, regia di Luigi Capuano (1958)
- Giovane canaglia, regia di Giuseppe Vari (1958)
- Storie d'amore proibite (Il cavaliere e la zarina) (Le secret du Chevalier d'Éon), regia di Jacqueline Audry (1959)
- Il terrore dei barbari, regia di Carlo Campogalliani (1959)
- L'ultimo zar (Les nuits de Raspoutine), regia di Pierre Chenal (1960)
- David e Golia, regia di Ferdinando Baldi e Richard Pottier (1960)
- Antinea, l'amante della città sepolta (L'Atlantide), regia di Giuseppe Masini e Edgar G. Ulmer (1961)
- Gordon, il pirata nero, regia di Mario Costa (1961)
- Disneyland, episodio The Magnificent Rebel regia di Georg Tressler (1961) - serie TV
- La monaca di Monza, regia di Carmine Gallone (1962)
- O tavromahos prohorei!.., regia di Sokrates Kapsaskis (1963)
- Il segno del Coyote (El vengador de California), regia di Mario Caiano (1963)
- Le pistole non discutono, regia di Mario Caiano (1964)
- I misteri della giungla nera, regia di Luigi Capuano (1965)
- I tre del Colorado, regia di Amando de Ossorio (1966)
- Johnny Oro, regia di Sergio Corbucci (1966)
- 7 pistole per un massacro, regia di Mario Caiano (1967)
- Uno straniero a Paso Bravo, regia di Salvatore Rosso (1968)

## Prosa televisiva Rai
- Il mistero della villa accanto, commedia di Aldo De Benedetti, regia di Stefano De Stefani, trasmessa il 14 giugno 1961.

## Doppiatrici italiane
- Maria Pia Di Meo in I due compari, Porta un bacione a Firenze, Guaglione, David e Golia, Uno straniero a Paso Bravo
- Fiorella Betti in Era di venerdì 17, Giovane canaglia, Il terrore dei barbari, Gordon il pirata nero, Il segno del Coyote
- Flaminia Jandolo in I misteri della giungla nera
- Vittoria Febbi in 7 pistole per un massacro